# NGC 6415
NGC 6415 је група звезда у сазвежђу Шкорпија која се налази на NGC листи објеката дубоког неба.
Деклинација објекта је - 35° 4' 0" а ректасцензија 17h 44m 18,0s. Привидна величина (магнитуда) објекта NGC 6415 износи 15,3. NGC 6415 је још познат и под ознакама ESO 393-?18.